# Direttore d'orchestra (film 1949)
Direttore d'orchestra (Long-Haired Hare) è un film del 1949 diretto da Chuck Jones. È un cortometraggio d'animazione della serie Looney Tunes, uscito negli Stati Uniti il 25 giugno 1949. Oltre a includere gli omofoni "hair ("capelli") e "hare" ("lepre"), il titolo originale è anche un gioco di parole sui "capelloni", un soprannome per gli amanti della musica classica. Il corto fu inserito, in una versione accorciata, nel film di montaggio Super Bunny in orbita! (1979).

## Trama
Il baritono Giovanni Jones sta facendo le prove dell'esecuzione dell'aria "Largo al factotum", tratta da Il barbiere di Siviglia di Gioachino Rossini, ma viene continuamente disturbato da Bugs Bunny che canta e suona brani folk su una collina lì vicino. Dopo che per tre volte Jones reagisce violentemente alle canzoni di Bugs, quest'ultimo decide di vendicarsi al concerto del baritono all'Hollywood Bowl. Prima tira una martellata al tetto della sala facendo cadere Jones in una tuba a causa delle vibrazioni, poi gli spruzza in bocca dell'allume che gli fa restringere la testa (e la voce), quindi si traveste da adolescente e gli chiede un autografo dandogli un candelotto di dinamite come penna. Infine, durante l'atto finale del concerto, arriva sul palco travestito da Leopold Stokowski, prende il posto del direttore d'orchestra e fa mantenere a Jones un sol alto finché il baritono non arriva allo stremo e la struttura della sala non gli crolla addosso. Allora Bugs prende un bangio e suona le ultime quattro note della canzone Good Evening Friends, concludendo il corto.

## Musica
La colonna sonora del film presenta delle composizioni originali di Carl Stalling, ma buona parte del commento musicale include delle musiche preesistenti, inclusi vari brani d'opera. La colonna sonora include il Largo al factotum dal primo atto de Il barbiere di Siviglia di Gioachino Rossini; A Rainy Night in Rio di Arthur Schwartz; My Gal is a High-Born Lady di Barney Fagan; la canzone di Herman Hupfeld When Yuba Plays the Rumba on the Tuba, suonata da Bugs con il susafono; il sestetto Chi mi frena in tal momento dal secondo atto della Lucia di Lammermoor di Gaetano Donizetti; il secondo tema dal preludio all'atto terzo del Lohengrin di Richard Wagner; l'ouverture dell'operetta La bella Galatea (Die schöne Galathee) di Franz von Suppé; una melodia da It's Magic. Quest'ultimo brano sarebbe stato adoperato anche per il cartone Il conte Succhiasangue del 1963. Venne scritto un testo nuovo per My Gal is a High-Born Lady, dato che la canzone originale del 1896 di Barney Fagan presentava dei versi con degli stereotipi razzisti. Molto probabilmente l'autore del testo riscritto usato nel cartone fu Stalling o Michael Maltese. Sembra che il brano donizettiano, in origine un sestetto che fa parte del finale del secondo atto dell'opera, piacesse molto a Stalling, in quanto compare anche in Varietà di libri e Il gatto canterino.
La voce dietro il canto di Giovanni Jones non venne accreditata e rimase sconosciuta per molti anni, ma il commento in DVD identificò il doppiatore con il baritono Nicolai G. Shutorev (1914-1948). Direttore d'orchestra fu l'unico ruolo cinematografico noto di Shutorev, che aveva lavorato a Hollywood come corista.
Il commento in DVD menziona anche l'interpretazione di Bugs Bunny nei panni di "Leopold", che funge da parodia dello stile energico di Leopold Stokowski, incluso il rifiuto della bacchetta: Bugs ci tiene a spezzarla a metà e a buttarla. Mentre Bugs entra nella sala da concerto con una parrucca che richiama Stokowski, i membri dell'orchestra iniziano a sussurrare tra di loro "Leopold! Leopold!" Il commento in DVD fa notare che Stokowski condusse vari concerti all'Hollywood Bowl, dove è ambientata la seconda parte di questo corto. Allora Stokowski era uno dei direttori d'orchestra più noti al mondo grazie alle apparizioni in presenza, alle registrazioni e alla radio, e prese parte a varie pellicole come Cento uomini e una ragazza e Sinfonie eterne; tuttavia, il film più famoso al quale prese parte, Fantasia (1940), fu un progetto difficile per la Walt Disney Productions, rivale della Warner Brothers, che sarebbe stato rivalutato solo nel 1970.

## Distribuzione

### Edizione italiana
Il corto arrivò in Italia direttamente in televisione negli anni ottanta. Nel doppiaggio, eseguito dalla Effe Elle Due e diretto da Franco Latini su dialoghi di Maria Pinto, Bugs non sminuisce Frank Sinatra e Perry Como ma i Duran Duran. Il corto fu poi ridoppiato nel 2004 dalla Time Out Cin.ca, ma tale edizione è reperibile solo nel DVD Bugs Bunny della collana I tuoi amici a cartoni animati!. Non essendo stata registrata una colonna internazionale, in entrambi i doppiaggi è stata sostituita la musica presente durante i dialoghi.

### Edizioni home video

#### VHS
America del Nord
- Bugs Bunny's Wacky Adventures (1985)
- Looney Tunes: The Collector's Edition - Musical Masterpieces (marzo 2000)

Italia
- Bugs Bunny's Wacky Adventures (1986)

#### Laserdisc
- Looney Tunes: Curtain Calls - Classic Music and Show Business Cartoons (3 febbraio 1993)

#### DVD e Blu-ray Disc
Il corto fu pubblicato in DVD-Video in America del Nord nel primo disco della raccolta Looney Tunes Golden Collection: Volume 1 (intitolato Best of Bugs Bunny) distribuita il 28 ottobre 2003; il DVD fu pubblicato in Italia il 2 dicembre 2003 nella collana Looney Tunes Collection, col titolo Bugs Bunny. In Italia fu inserito anche nel DVD Bugs Bunny della collana I tuoi amici a cartoni animati!, uscito il 15 novembre 2011. Fu infine incluso (nuovamente col commento audio) nel primo disco della raccolta Blu-ray Disc e DVD Looney Tunes Platinum Collection: Volume Two, uscita in America del Nord il 16 ottobre 2012.

## Accoglienza
Nel 2010 il film fu selezionato per l'inclusione nel libro di Jerry Beck The 100 Greatest Looney Tunes Cartoons; in tale occasione lo storico dell'animazione Michael Barrier scrisse: "Se può esserci il cartone animato perfetto di Bugs Bunny, esso potrebbe essere Direttore d'orchestra. Per lo meno, è la perfetta espressione di Bugs come è emerso dalla collaborazione del regista Chuck Jones e del suo sceneggiatore di lunga data, Michael Maltese".